# Franz Rogler
Franz Rogler (* 13. August 1921 in Graz; † 21. Juli 1994 ebenda) war ein österreichischer Maler, Grafiker und Bildhauer.

## Leben

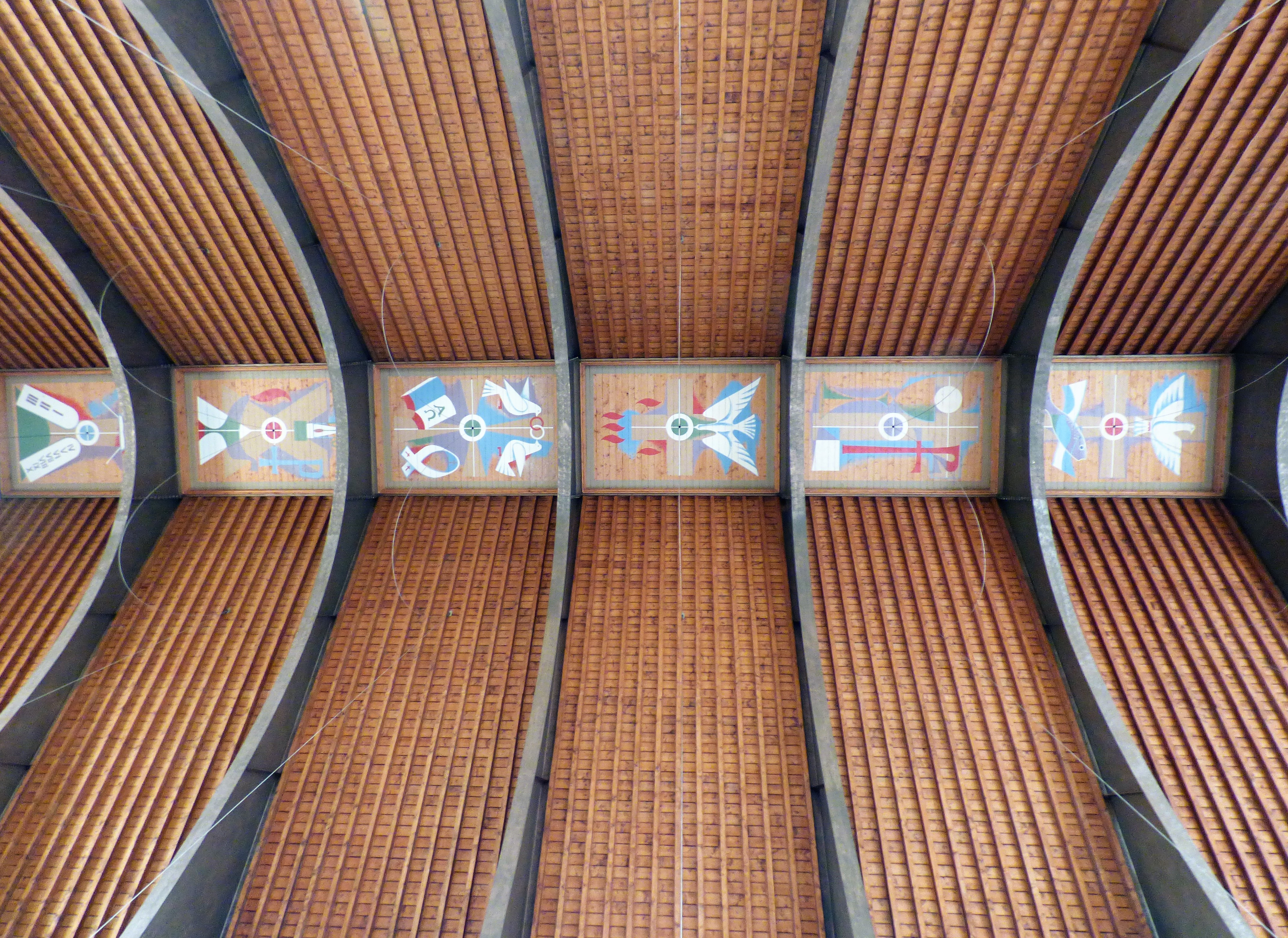
Malerei in den Deckenspiegeln der Pfarrkirche Leoben-Donawitz

Franz Rogler besuchte an der Kunstgewerbeschule Graz von 1936 bis 1940 die Klasse für Holz- und Steinbildhauerei bei Wilhelm Gösser. Zusätzlich wurde er zeitweilig von Hans Adametz in Keramik unterrichtet. 1940/1941 war er außerordentlicher Schüler an der Meisterschule für kunstgewerbliche Metallarbeiten bei Georg Sieder. 1941 wurde er zum Kriegsdienst eingezogen, konnte jedoch im gleichen Jahr als Gastschüler an der Akademie in Zagreb bei dem kroatischen Bildhauer Ivan Meštrović studieren. Als Kriegsmaler war Rogler dann gemeinsam mit Hans Fronius in Russland und Italien. Zum Kriegsende flüchteten sie in die Schweiz, wo Rogler zunächst interniert wurde und dann seine Studien als Gastschüler an der Baseler Kunstgewerbeschule fortsetzte. Dort gehörten Heinrich Müller und Walter Bodmer zu seinen Lehrern, die ihn in Akt und Kopfzeichnen unterrichteten. Er kam in Kontakt zur Basler Gruppe 33 und wurde von den Schweizer Surrealisten nachhaltig beeinflusst.
Nach dem Krieg kehrte Rogler in seine Heimatstadt und an die Kunstgewerbeschule Graz zurück, wo er von 1946 bis 1948 die Meisterschule für Malerei bei Rudolf Szyszkowitz besuchte. Anschließend studierte er von 1948 bis 1950 an der Wiener Kunstakademie bei Albert Paris Gütersloh. Ab 1950 war er als freischaffender Künstler und Gebrauchsgrafiker in Graz tätig. Er trat der Grazer Sezession bei, an deren Ausstellungen er bis 1977 teilnahm und dessen Vize-Präsident er 1951 war.
Ab 1958 unterrichtete Rogler an der Kunstgewerbeschule Graz (Bundeslehranstalt für das Baufach und Kunstgewerbe), 1976 wurde er Professor und Leiter der dortigen Meisterschule für Malerei. 1981 wurde er pensioniert. Mehrfach unternahm er Studienreisen nach Israel.
Franz Rogler war ab 1970 mit Anna Rogler-Kammerer verheiratet.
Zu Roglers vielseitigem Gesamtwerk gehören Grafiken, Ölbilder, Wandmalereien, Glasfenster, Mosaike, Reliefs sowie Keramik- und Metallskulpturen. Er verbindet in seinen Arbeiten den Surrealismus mit konstruktivistischen Elementen und setzt Mittel der klassischen Moderne ein.

## Werke (Auswahl)

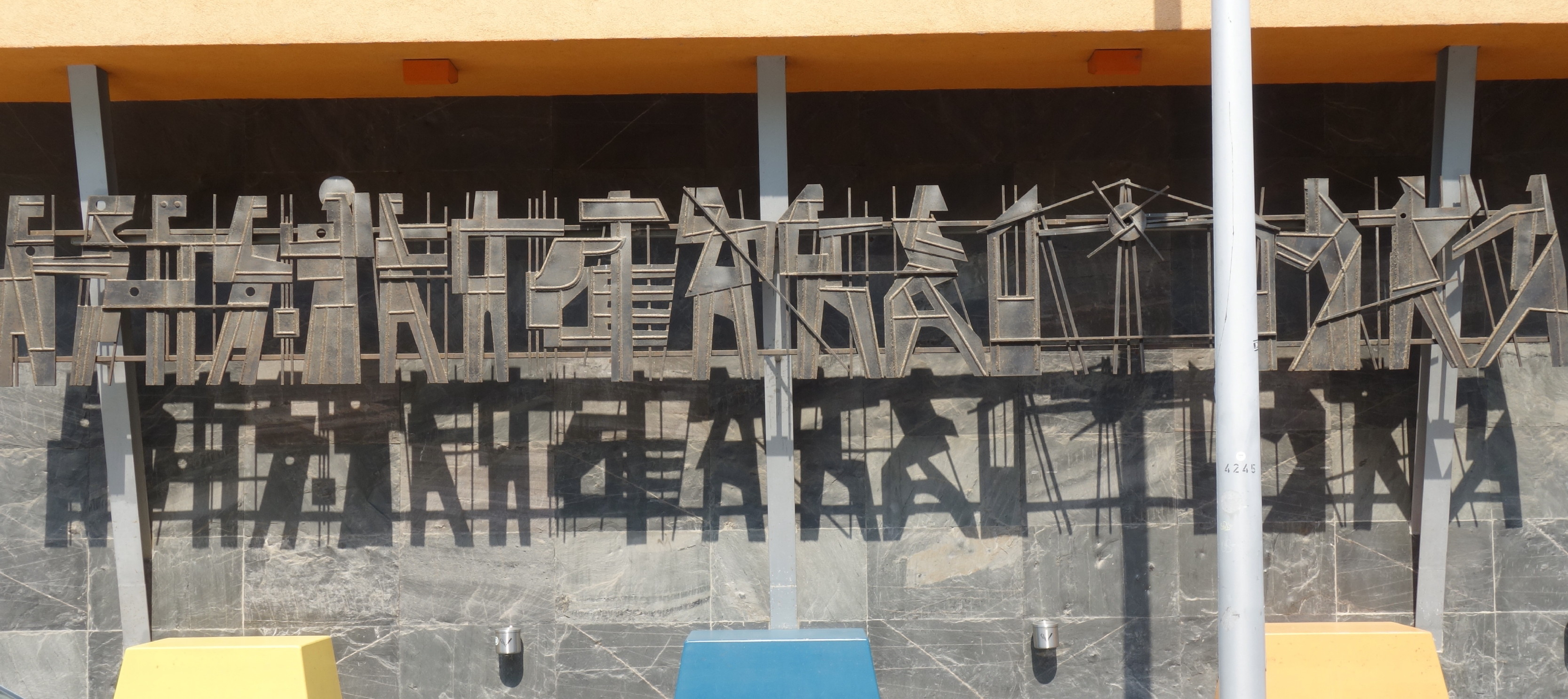
Fassadengestaltung am Kolping Jugendwohnhaus in Graz

- Zeichnungen im 1. Heft der Surrealistischen Publikationen (1950), Grafik und Umschlaggestaltung 2. Heft (1953)
- Hochofen, Gemälde, Neue Galerie Graz (1962 Joanneum-Kunstpreis)
- Fassadengestaltung, 1969, Metall, Kolping Jugendwohnhaus, Graz
- Tabernakel, 1972, Emailarbeit, Kirche der Frauen vom Guten Hirten, Graz
- Verkündigung an Maria, Emailarbeit, Kirche der Barmherzigen Schwestern vom Hl. Vinzenz von Paul, Graz
- symbolische Darstellung der sieben Sakramente an Deckenspiegeln der Pfarrkirche Leoben-Donawitz
- Berufsdarstellung, Mosaik, Pausenhalle der Höheren Bundeslehranstalt für wirtschaftliche Frauenberufe, Graz
- vier Entwürfe für die Wand-Gestaltung der Halle des Grazer Hauptbahnhofes, Neue Galerie Graz
- Landschaftszeichen, Stahlplastik, Einfahrt von Kapfenberg

## Einzelausstellungen (Auswahl)
- 1957: Neue Galerie Graz
- 1967: Kulturhaus Graz
- 1981: Stadtmuseum Graz
- 2008: Franz Rogler. Surrealist, Neue Galerie Graz[4]
- 2022: Franz Rogler – Pionier des Surrealismus, Kunsthaus Weiz

## Auszeichnungen
- 1953: Kunstmedaille der Stadt Graz
- 1962: Joanneum-Kunstpreis
- 1981: Ehrenmedaille der Landeshauptstadt Graz
- 1986: Goldenes Ehrenzeichen des Landes Steiermark[2]